# بيتر إليس (لاعب دوري الرغبي)
بيتر إليس (بالإنجليزية: Peter Ellis)‏ هو لاعب دوري الرغبي أسترالي، ولد في 12 ديسمبر 1976.